# MAPEG家族
MAPEG家族（英語：MAPEG family，全称膜相关类花生酸和谷胱甘肽代谢蛋白家族）是一类功能高度不同的膜相关蛋白。

## 例子
- 白三烯C4合酶
- 谷胱甘肽S-转移酶
- MGST2
- MGST3
- PTGES